# Sobór św. Mikołaja w Bobrujsku
Sobór św. Mikołaja Cudotwórcy – prawosławna cerkiew katedralna znajdująca się w Bobrujsku. Główna świątynia eparchii bobrujskiej i bychowskiej.
Cerkiew została zbudowana w latach 1892–1894. W latach 60. XX wieku przebudowana na pływalnię miejską. W 2002 przekazana wiernym. Obecnie jest odbudowywana.